# Lepthyphantes perfidus
Lepthyphantes perfidus este o specie de păianjeni din genul Lepthyphantes, familia Linyphiidae, descrisă de Tanasevitch, 1985. Conform Catalogue of Life specia Lepthyphantes perfidus nu are subspecii cunoscute.